# Ostrearia
Ostrearia é um género botânico pertencente à família Hamamelidaceae.
1. ↑  «Ostrearia — World Flora Online». www.worldfloraonline.org. Consultado em 19 de agosto de 2020